# Mateusz Michał Bąkowski
Mateusz Michał Bąkowski z Zaborowa herbu Gryf (zm. 1789) – hrabia austriacki w 1782 roku, stolnik halicki w 1765 roku, podczaszy halicki w 1761 roku, cześnik kołomyjski w 1746 roku, marszałek sejmiku halickiego w 1750 roku, poseł halicki na sejm 1758 roku.
Wybrany sędzią kapturowym ziemi halickiej w 1764 roku. W 1764 roku był elektorem Stanisława Augusta Poniatowskiego z ziemi halickiej i posłem tej ziemi na sejm elekcyjny.